# Martyrs du nouvel an
Martyrs du nouvel an est une nouvelle d’Anton Tchekhov, parue en 1886.
C’est une nouvelle humoristique sur les excès du nouvel an et la servilité des fonctionnaires russes.

## Historique
Aucune information sur la revue qui a publié initialement cette nouvelle. Aussi traduit en français sous le titre Les Saint martyrs du nouvel an.

## Résumé
Après le nouvel an, on assiste à une grande agitation dans les rues de la ville. Des fonctionnaires courent dans tous les sens. Soudain, on entend un coup de sifflet. Un homme gît par terre. Est-il mort ? L’agent de police le réveille. Il ne faut pas dormir par terre. On le mène au poste de secours. Il s’agit de Guérassime Sinkleteiev, conseiller titulaire dans la table des rangs.
Le docteur l’ausculte, mais Sinkleteiev ne sait que répéter : « Bonne année ! Meilleurs vœux ! ». Il explique qu’il court la ville à pied depuis le matin pour présenter ses vœux aux supérieurs. On lui offre du saucisson ici, puis du café là-bas, des gâteaux dans un troisième endroit, de la liqueur après, de la bière glacée... À la neuvième visite, il a eu du chocolat, à la treizième du cognac et des saucisses, et à ce moment-là, il est tombé dans le coma.
Malgré les conseils du docteur, Sinkleteiev va continuer ses visites. Il se rhabille lentement. Le docteur ne peut pas le retenir : cinq nouveaux fonctionnaires arrivent dans le même état.

## Édition française
- Martyrs du nouvel an, traduit par Edouard Parayre, Les Editeurs français réunis, 1958.